# Cycas maconochiei
Cycas maconochiei es una especie de Cycadopsida del género Cycas, de la familia Cycadaceae, del orden Cycadales.

## Distribución
Cycas maconochiei se distribuye por Australia (Territorio del Norte).

## Taxonomía
Fue descrita científicamente por S.K. Chirgwin y Kenneth D. Hill. Fue publicado por primera vez en Telopea 7(1): 48-49, fig. 22 en 1996.